# آی‌نود
آی‌نود (به انگلیسی: inode) به ساختمان داده‌هایی گفته می‌شود که در سیستم‌فایل‌های شبیه به یونیکس مانند UFS استفاده می‌شود. یک inode اطلاعات پایه‌ای در مورد فایل‌ها، دایرکتوری‌ها و دیگر اشیاء موجود در فایل‌سیستم را در خود نگهداری می‌کند.

## جزئیات
یکی از قسمتهای مهم در سیستم‌فایل ساختمان‌های داده‌ای است که حاوی اطلاعاتی در مورد فایل‌ها هستند. هر فایل توسط یک inode شناسایی و قابل دسترس می‌شود.
به‌طور پایه‌ای inodeها شامل اطلاعاتی در مورد فایل‌ها و دایرکتوری‌ها هستند. اطلاعاتی مانند مالکیت فایل (کاربر و گروهی که فایل متعلق به آن است)، شیوهٔ دسترسی (مجوزهای خواندن، نوشتن و اجرا) و نوع فایل. در اکثر سیستم‌فایل‌ها تعداد inodeها به تعداد مشخص و ثابتی در هنگام ایجاد آن فایل‌سیستم مشخص می‌شود که نشانگر تعداد فایل‌هایی است که آن سیستم‌فایل میتواند در خود نگه‌داری کند. مقدار فضای معمول برای نگه‌داری این inodeها در سیستم‌فایل چیزی در حدود ۱ درصد از کل فضای دیسک است.
هستهٔ سیستم‌عامل توسط اطلاعات موجود در inode می‌تواند به محتویات اصلی یک فایل دسترسی پیدا کند.
شمارهٔ inode هر فایل را می‌توان توسط دستور ls -i مشاهده کرد. دستور ls -l نیز بعضی از اطلاعات موجود در inode هر فایلی را نمایش می‌دهد.